# アンドロゲン過剰症
アンドロゲン過剰症（アンドロゲンかじょうしょう、英: hyperandrogenism）または高アンドロゲン血症（こうアンドロゲンけっしょう、英: hyperandrogenemia）は、アンドロゲンの高値によって特徴づけられる医学的状態である。男性よりも女性に多くみられる。アンドロゲン過剰症の症状には、にきび、脂漏性皮膚炎、男性型脱毛症、男性型多毛症、希発月経または無月経などが含まれ、合併症としては高コレステロール血症や糖尿病がみられる可能性がある。アンドロゲン過剰症は再生産年齢女性の約5%に生じる。
多嚢胞性卵巣症候群（PCOS）は、アンドロゲン過剰症症例の約70%を占める。他には、先天性副腎過形成症（CAH）、インスリン抵抗性、高プロラクチン血症、クッシング病、特定種のがん、特定の薬剤が原因となる。診断は多くの場合、血液検査（テストステロン、17-ヒドロキシプロゲステロン、プロラクチン）や骨盤内超音波検査によって行われる。
治療法は根底にある原因によって異なる。アンドロゲン過剰症の症状は、酢酸シプロテロン、スピロノラクトンなどの経口避妊薬や抗アンドロゲン薬による治療が行われる。他の手法として、脱毛が行われる可能性がある。
この疾患の最初の記載は、ヒポクラテスによるものである。
2011年、国際陸上競技連盟（IAAF、現・ワールド・アスレティックス）と国際オリンピック委員会（IOC）は、アンドロゲン過剰症または性分化疾患（DSD）を原因とする高テストステロン値の女性アスリートの参加資格を制限する声明を発表した。これらの規定は両団体によってhyperandrogenism regulations（高アンドロゲン症規定）と呼ばれ、DSDのアスリートはhyperandrogenismとして記載されるようになった。これらの規定は2019年にDSDに対して焦点を当てたものへと改定された。

## 症状と徴候

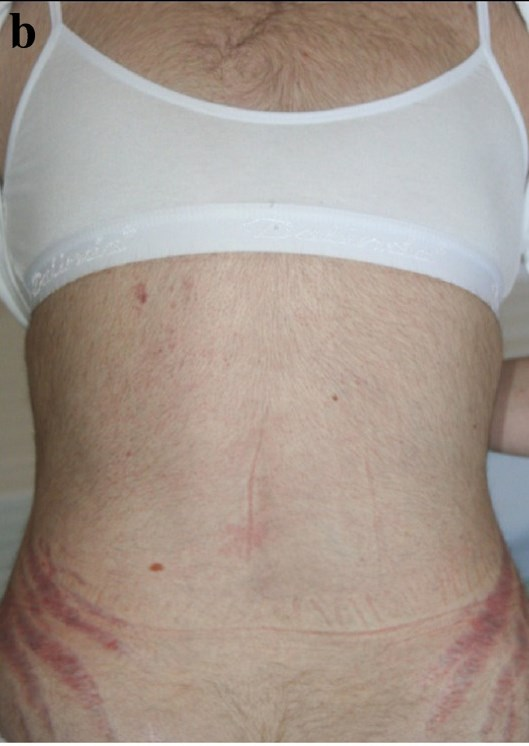
過剰なアンドロゲン曝露による男性型多毛症の女性

アンドロゲン過剰症は再生産年齢女性の5–10%に影響を及ぼす。アンドロゲン過剰症は男性と女性の双方に影響を及ぼす場合があるが、高濃度のアンドロゲンが男性に及ぼす影響は多くの場合無視できるものであるのに対し、女性では男性化が促進される可能性があるため、より顕著な症状が表出する。女性のアンドロゲン過剰症の診断は、思春期の後期に医学的評価によって行われるのが一般的である。通常、診断は内診、身長体重、皮膚症状の診察、血液検査によるアンドロゲン濃度の測定によって行われる。症状としては次のようなものがみられる可能性がある。
- 男性型多毛症
- 脱毛症
- 男性様顔貌
- 化膿性汗腺炎
- 多嚢胞性卵巣症候群
- 希発月経（月経不順）
- にきび
- 肥満
- 不妊
- 変声
- 脂性肌
- 脂漏性皮膚炎
- 性衝動の増大
- 2型糖尿病

### 女性
アンドロゲン過剰症、特に高濃度のテストステロンへの曝露は未治療の場合には重篤な悪影響が生じる場合がある。高テストステロン値は、肥満、高血圧、無月経、排卵異常などと関係しており、不妊につながる場合がある。アンドロゲン過剰症の顕著な徴候は、男性型多毛症（特に腹部や背中）、成人のにきび、変声、抜け毛である。
アンドロゲン過剰症はインスリン抵抗性を高めることも観察されており、2型糖尿病や脂質異常症（高コレステロール血症など）につながる場合がある。こうした効果は心理的影響を及ぼす可能性があり、特に思春期や若年女性において社交不安、抑うつにつながることがある。肥満や多毛症と相まって、自尊心の低下が引き起こされる場合がある。

### 男性
男性に対し数週間にわたってテストステロンを高用量投与した場合、被験者の少数のみであるものの攻撃性や軽躁病症状の増大が引き起こされる。男性に対するアナボリックステロイドの高用量急性投与は内因性の性ホルモン産生の減弱をもたらし、視床下部-下垂体-甲状腺軸に影響を及ぼす。高用量アナボリックステロイド投与時には、ホルモンの変化に続発して気分や攻撃性に影響が生じる可能性がある。抜け毛やにきびなど、女性にみられる症状や徴候の多くは男性でも観察される可能性がある。また、前立腺肥大が生じる可能性もある。

## 原因
女性におけるアンドロゲン過剰症は、外的要因によるものと内的要因によるものの双方がありうる。

### 多嚢胞性卵巣症候群

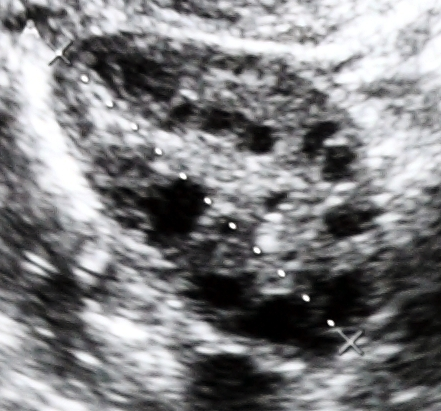
多嚢胞性卵巣の超音波像。暗い円の1つ1つが液体で満たされた嚢胞である。

多嚢胞性卵巣症候群（PCOS）は、卵巣における過剰なアンドロゲン産生によって特徴づけられる内分泌疾患である。PCOSを抱える女性の約90%がこれらのホルモンの過剰分泌を示すと推定されている。この疾患の原因は不明である。遺伝的素因の存在を示唆する研究があるものの、原因となる遺伝子は同定されていない。可能性のある他の要因としては、インスリン産生の増大が挙げられる。PCOSの大部分の症例は、インスリン抵抗性を伴っている。PCOSでみられるインスリン抵抗性には、脂肪組織の機能不全が関与していると考えられている。インスリンは卵巣における過剰なテストステロン分泌を誘導する。PCOSと関連する合併症は高コレステロール値であり、スタチンによって治療される。メタアナリシスでは、アトルバスタチンがアンドロゲン過剰症患者のアンドロゲン濃度を低下させることが示されている。
インスリン濃度の上昇は、アンドロゲンの機能を抑制する調節糖タンパク質である性ホルモン結合グロブリン（SHBG）の産生低下をもたらす。血中の高濃度のインスリンと卵巣のインスリン感受性は、PCOSの主症状である高アンドロゲン血症を引き起こす。肥満はインスリン濃度を顕著に高めるため、PCOSとなる生物学的傾向も高くなる。こうしたホルモンバランスの異常は、卵巣が成熟した卵を放出することができない慢性排卵障害につながる場合がある。こうした排卵障害症例は不妊や月経障害と関連づけられている。メトホルミンは妊娠していないPCOS女性に対してはアンドロゲン濃度を穏やかに低下させる効果を示すが、妊娠中のメトホルミン治療は男児を妊娠している場合にのみアンドロゲン濃度の低下がみられる。
あるシステマティックレビューではビタミンD受容体遺伝子の多型とPCOSの予後の関連が示唆されているが、この結論は小さなサンプルサイズのデータに基づいているため議論がある。ビタミンD欠乏症とPCOSを抱える女性に対しては、ビタミンD補充療法のベネフィットが示されている。
高インスリン血症は、卵巣でのアンドロゲン産生を高める場合がある。こうした現象はPCOSの稀なサブタイプであるHAIR-AN症候群でみられる。

### 莢膜細胞過形成と高インスリン血症
莢膜細胞過形成は、卵巣間質細胞が黄体化した莢膜細胞（theca cell）へ転換されることで生じる。莢膜細胞は卵胞内に位置し、卵胞が破裂して新たな黄体が形成される際に黄体化する。黄体化莢膜細胞が卵胞嚢胞周囲にのみ生じるPCOSとは対照的に、この疾患では卵巣間質全体に分散しており、そのため莢膜細胞過形成の女性ではPCOSの女性よりも高いテストステロン値と男性化が生じる。また、インスリン濃度の上昇もこの疾患の特徴である。この疾患は閉経後の女性の発症が最も一般的であり、にきび、男性型多毛症、陰核の成長、抜け毛、変声が関連している。
肥満はインスリン抵抗性と関係している場合があり、黄体形成ホルモンに対する莢膜細胞の応答性を高める。そのため、肥満は卵巣のアンドロゲン産生を高めることとなる。さらに、肥満は炎症性アディポカインの産生を高める。アディポカインはアディポジェネシスをもたらすだけでなく、インスリン抵抗性を高める作用ももたらす。

### クッシング症候群
クッシング症候群は、コルチゾールへの過剰な長期曝露によって発症する。クッシング症候群には内因性のものと外因性のものがあり、副腎皮質ホルモンの一種であるグルココルチコイドの摂取は外因性クッシング症候群の発症に至る一般的原因の1つである。内因性クッシング症候群は、体内でコルチゾールが過剰に産生された場合に発症する。視床下部から下垂体へ副腎皮質刺激ホルモン放出ホルモンによる過剰なシグナルが送られ、副腎皮質刺激ホルモン（ACTH）が過剰に分泌される。その後、ACTHは副腎から血中へコルチゾールの放出を引き起こす。クッシング症候群の徴候には、筋力低下、あざのできやすさ、体重増加、男性型多毛症、赤い皮膚線条、顔の赤みなどがある。クッシング症候群は過剰なアンドロゲン産生を引き起こす場合があり、そのためアンドロゲン過剰症の症状や徴候が生じる。

### 先天性副腎過形成症
先天性副腎過形成症（CAH）は、コルチゾールやアルドステロン、副腎皮質で産生されるステロイドホルモンの産生に必要な酵素の欠損によって引き起こされる常染色体劣性遺伝疾患群である。CAHの大部分の症例は21-水酸化酵素欠損症によるものである。CAHによるアンドロゲン濃度の上昇は、視床下部-下垂体-性腺軸に影響を及ぼす。アンドロゲン濃度の上昇は卵巣にも影響を及ぼし、不妊や排卵障害につながる場合がある。
CAHは複数の疾患から構成されるため、アンドロゲン過剰症の症状、徴候、重症度は原因となっている変異によって異なる可能性がある。そのため、ジェノタイピングが診断の確定と予後因子の確立のために重要となる。ジェノタイピングは家族計画の補助として遺伝カウンセリングを利用しようとしている場合にも重要となる。
女性では、CAHは出生時の性器の曖昧さや、思春期の過剰な陰毛、陰核の伸長、男性型多毛症を引き起こす。CAHは小児期には急速な成長を引き起こすが、思春期の早発や骨端軟骨板の閉鎖のために成人女性の身長は平均よりも低くなる。男性における症状としては、陰毛、陰茎増大、筋骨格系の急速な成長の早期出現がある。

### 腫瘍

#### 副腎皮質癌
副腎皮質癌は希少な癌であり、平均的な罹患率は1年間に100万人あたり1–2症例と推計されている。この疾患は片方または双方の副腎皮質内でのがん細胞の形成を伴う。こうした腫瘍が同定されるのはアンドロゲン過剰症と診断された患者の2%未満であるが、その可能性は常に考慮に入れておく必要がある。ある研究では、腫瘍を有する患者の半数以上では、アンドロステンジオン、デヒドロエピアンドロステロンサルフェート（DHEA-S）、テストステロンといったアンドロゲンの濃度の上昇が観察される。副腎皮質癌によるアンドロゲン濃度の上昇は、クッシング症候群、原発性アルドステロン症、アンドロゲン過剰症の発症を引き起こすことが多い。この疾患の分子基盤は未解明である。

#### 副腎皮質腺腫
副腎皮質腺腫は、副腎の良性腫瘍である。大部分の症例では腫瘍は何の症状もなく、治療の必要もない。しかしながら稀に一部の腺腫が活性化するケースがあり、活性化した場合には腺腫は副腎が通常時に産生しているよりもはるかに多量のホルモンを産生し始め、原発性アルドステロン症やアンドロゲン過剰症を含む合併症につながる。

#### 男性化腫瘍
セルトリ・ライディッヒ細胞腫（arrhenoblastoma、adrenoblastoma）は卵巣の稀な腫瘍であり、セルトリ細胞、ライディッヒ細胞、または両者の組み合わせから構成される。腫瘍は男性ホルモンもしくは女性ホルモンを産生し、男性化が引き起こされる可能性がある。思春期前の小児の場合、腫瘍によって思春期早発症が引きこされる可能性がある。悪性症例は全症例の約30%であり、残りの70%は概して良性であり、手術による治癒が可能である。

#### 卵巣門細胞腫
卵巣門細胞腫（ovarian hilus cell tumor、hilar cell tumor）は高齢女性に最も一般的にみられるアンドロゲン産生卵巣腫瘍であり、男性化につながることが多い。この腫瘍は、卵巣門（hilum of ovary）と呼ばれる、血管が器官に入る部位の周囲に生じる傾向がある。サイズは小さい傾向にあり、大部分の症例では手術によって完全に除去することが可能で、それによって症状は消失する。

#### クルケンベルグ腫瘍
クルケンベルグ腫瘍は、片側または両側の卵巣にみられる、急速に成長する悪性腫瘍である。大部分の症例では、腫瘍は胃、膵臓、胆嚢、結腸、乳房といった組織を原発とし、腹腔内を拡散して卵巣でコロニーを形成したものである。クルケンベルグ腫瘍の女性にみられるアンドロゲン過剰症の主な原因は、ヒト絨毛性ゴナドトロピンの上昇によるアンドロゲン産生の増加であると考えられている。

### 閉経
排卵の停止そして閉経は、アンドロゲン過剰症をもたらす場合がある。この転換期におけるエストロゲン放出の停止はアンドロゲン放出の停止よりも速く進行する。一部の症例では、エストロゲン濃度とアンドロゲン濃度の差がアンドロゲン過剰症の症状の原因となっている場合がある。遊離アンドロゲン指数（FAI）が上昇する一方で性モルモン濃度が低下することも、この過程に寄与している場合がある。

### 薬剤
多くの薬剤がアンドロゲン過剰症の症状を引き起こしうる。症状は男性型多毛症、にきび、皮膚炎、男性型脱毛症、月経異常、陰核肥大、変声があるが、これらに限定されるわけではない。アンドロゲン過剰症に最も頻繁に関係している薬剤は、アナボリックステロイド、合成プロゲスチン、抗てんかん薬であるが、他の多くの薬剤もアンドロゲン過剰症の原因となる可能性がある。こうした薬剤は、体内へのアンドロゲンの直接的導入、アンドロゲン受容体への薬剤の結合（アナボリックステロイドなど）、血漿中SHBG濃度の減少による遊離テストステロンの増加、視床下部-下垂体-卵巣軸への干渉、副腎からのアンドロゲン放出の増加、という5つの機構のいずれかを介してアンドロゲン過剰症の症状を引き起こすと考えられているが、特定の薬剤に関してはアンドロゲン過剰症に至る機構は未解明である。一例として、バルプロ酸を摂取した女性は摂取していない女性と比較してテストステロン値やアンドロゲン過剰症の発生率が高いことが示されているものの、アンドロゲン過剰症やPCOSを誘発する分子基盤は明らかにされていない。

### 遺伝
アンドロゲン過剰症は、多くの異なる遺伝的・医学的状態で症状として出現する。PCOSなど、高アンドロゲン症状を伴う疾患の一部は遺伝的要因を伴う可能性がある。さらに、PCOSの病因にはエピジェネティクスも寄与している可能性が考えられている。
PCOSの原因の1つの可能性として、母親のアンドロゲン過剰症が挙げられる。母親のホルモン異常が妊娠中の胎児の発生に影響を及ぼすことで、母親から子供へPCOSが受け継がれている可能性がある。しかしながら、PCOSの母親から生まれた子供の臍帯のアンドロゲン濃度の上昇は確認されていない。

## 診断
アンドロゲン過剰症は可能性のある症状や徴候、そしてそれらの重症度も多様であるため、その診断は複雑なものとなりうる。多毛症の程度を判定する標準的スコア化手法による徴候のチェックによって、診断が行われることが最も多い。
アンドロゲン過剰症の大部分の原因は思春期前期に開始されるのに対し、大部分のケースで医師の注意が向くのは患者が10代後半かそれ以降になってからである。
初期診断の際には、病歴の確認や症状の診察が行われる。確認される事項には、乳房発育、アドレナーキ（陰毛などの出現）や初経の時期、月経のパターン、妊娠歴、アンドロゲン過剰症状の開始や進行が含まれる。月経のパターンが調べられるのは、アンドロゲン過剰症に伴って月経異常が生じる可能性があるためである。多毛症に付随してみられ、診断に寄与する可能性のある他の疾患には、男性型脱毛症やにきびが挙げられる。アンドロゲン過剰が重度である場合、男性化の症状がみられる可能性がある。他の家族のアンドロゲン過剰症状や肥満といった家族歴の調査も行われる。
臨床検査としては、血中の卵胞刺激ホルモン（FSH）、黄体形成ホルモン（LH）、DHEA-S、プロラクチン、17α-ヒドロキシプロゲステロン、総テストステロン、遊離テストステロンの測定が行われる場合がある。これらのホルモンいずれかの異常高値は、アンドロゲン過剰症の診断に寄与する。

## 予防
アンドロゲン過剰症のリスク因子は知られておらず、また人によって異なる可能性もあるため、この疾患を予防する確実な方法は存在しない。十分な予防法の確立には、疾患の原因の発見のためのより長期的な研究が必要である。
一方で、アンドロゲン過剰症やPCOSと関連した長期的な医学的問題の回避に有用な事柄がいくつか知られている。アンドロゲン過剰症に関する専門的知識を有する医師の診察を受けることが、特に家族歴がある場合や、生理不順、糖尿病を伴う場合に有益となる。定期的な運動の継続と健康的な食事は月経周期を整え、インスリン濃度やアンドロゲン濃度を低下させるため、健康的な体重や食生活を維持することで発症の可能性が低下する可能性がある。

## 治療
アンドロゲン過剰症の治療法はその根底にある原因によって異なるものとなるため、決定的な治療法というようなものは存在しない。PCOS、閉経、内分泌疾患によるホルモン症状は、これらの疾患の一症状としての治療が行われる。薬剤による治療は、近い将来に妊娠を計画していない女性にのみ考慮される可能性がある。エフロルニチンなど顔面の男性型多毛症に有効な薬剤の一部は、妊娠女性に投与された場合に胎児の先天性異常の原因となる可能性がある。にきびに対してはレチノイドや抗生物質が、男性型脱毛症に対してはミノキシジルが用いられる場合がある。全身のアンドロゲンシグナルを低減するために、酢酸シプロテロン、フルタミド、スピロノラクトンなどの抗アンドロゲン薬による治療が行われる。遅発型の先天性副腎過形成症（LOCAH）を原因とする高アンドロゲン過剰症の場合の治療は主に、コルチゾール低産生とそれに伴う副腎の増大によるアンドロゲンの増加に対するグルココルチコイドによる対処に焦点を当てたものとなる。LOCAHやPCOSと関連したアンドロゲン過剰症の治療にはエストロゲンベースの経口避妊薬も用いられる。こうしたホルモン療法は過剰なアンドロゲンの低下と副腎でのアンドロゲン産生の抑制をもたらし、男性型多毛症の症状を大きく改善する。
多くの場合、アンドロゲン過剰症は対症療法的な管理が行われる。男性型多毛症やにきびは上述したホルモン療法に良好に応答し、患者の60–100%で多毛症の改善が報告されている。一方で、男性型脱毛症はホルモン療法による改善はみられず、植毛など他の治療を必要とする。
アンドロゲン過剰症の症状の管理には、補充療法も有用である場合がある。PCOSを原因とするビタミンD欠乏症女性に対しては、高用量ビタミンD補充療法によって、血糖値、インスリン感受性、コレステロール値が改善し、またテストステロン、SHBG、FAIの値も低下することがメタアナリシスで示されている。これらの指標はいずれもアンドロゲン過剰症と関連している。一方、PCOS患者ではないビタミンD欠乏症女性に対するビタミンD補充療法では、同様の結果は示されていない。

### インスリン抵抗性と肥満を標的とした治療
PCOSに対しては、生活習慣の改善が第一に選択される治療となる。生活習慣の変化は体組成、インスリン抵抗性、アンドロゲン値の改善に有用であるが、気分やQOL、そして妊娠に有用であるかどうかは不明確である。2017年のメタアナリシスでは、重症肥満とPCOSの女性に対する肥満外科手術（bariatric surgery）によって総テストステロン値、遊離テストステロン値が低下し、男性型多毛症や月経異常の改善にも有用であることが示されている。
PCOSの女性のインスリン抵抗性に対しては、一般的にはメトホルミンなどのインスリン抵抗性改善薬による治療が行われる。メトホルミンは体重やアンドロゲン濃度の低下に有用である。生活習慣の改善（食事や運動習慣の変化）と組み合わせることで、BMIの低下と月経に関する問題の減少との関連が示されている。PCOSの女性に対するメトホルミンの使用は耐糖能異常がみられる患者に対してのみ考慮される。

## 社会と文化

### スポーツ
現在のエビデンスでは、アンドロゲン不応症でない限り、血中テストステロンの異常高値は女性の運動能力の向上と関係していることが示されている。しかしながら、女性アスリートに有利さ・不利さをもたらすという点において、テストステロンは他の身体的指標と異なるわけではないという主張もなされており、論争となっている。競技スポーツに存在している既存の規則は、こうした主張に明確な形で対処するために現在も改定が続いている。

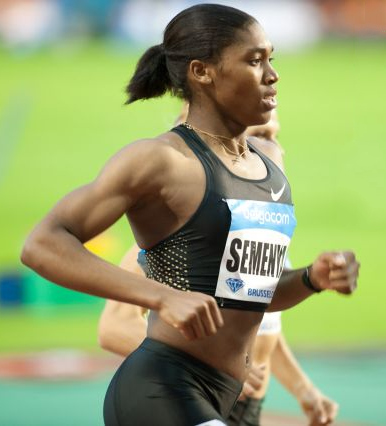
キャスター・セメンヤは、5α-還元酵素欠損症を抱える、XY染色体を有する女性アスリートである。

性分化疾患（DSD）を抱える南アフリカの陸上選手であるキャスター・セメンヤのケースを受けてIAAFは、ホルモンが卵巣、副腎、精巣のいずれから産生されているかに関わらず、高テストステロン値の女性の参加を制限する規則を導入した。その後の一連の異議申し立てを受けて、Eligibility Regulations for the Female Classification (Athletes with Differences of Sexual Development) と呼ばれる新たな規則が2019年5月1日に発表された。この規則は、(1) 5α-還元酵素欠損症、部分型アンドロゲン不応症（PAIS）、17β-ヒドロキシステロイド脱水素酵素欠損症、卵精巣性性分化疾患、その他性腺ステロイド産生異常と関係した遺伝疾患のいずれかのDSDを有する、(2) 血中テストステロンが高値である、(3) その値がアンドロゲン作用を発揮するのに十分なアンドロゲン感受性を有する、という3つの基準に合致する女性が対象となっており、PCOSなどDSDとは無関係な要因によるアンドロゲン過剰症はその対象から除外されることとなった。

### 社会による定義
臨床的・化学的な定義とは別に、アンドロゲン過剰症は社会による定義がなされる場合がある。文化的な差異により、Ferriman-Gallweyスコアのような指標では臨床的に正常とされる場合であっても、一部の毛の成長は許容されない場合がある。一例として北米の女性では陰毛と腋毛のみが許容され、唇、腹部、大腿部、乳輪周辺といった、アンドロゲン依存的な他の毛の成長は許容されない。

### 組織
Androgen Excess and PCOS Societyといった専門家組織が、研究、治療、診断や予防の促進、そして一般・科学コミュニティに対する教育のために存在している。インターセックスに関する組織であるinterACTは、アンドロゲン過剰症をインターセックスの一亜型として2022年から用語集に掲載している。